# Frans Gijzels
Frans Joseph Willem (Frans) Gijzels (Sittard, 24 november 1911 - Heerlen, 23 april 1977) was een Nederlands politicus, lid van de Katholieke Volkspartij (KVP). Hij was een zoon van de burgemeester van Sittard, Adrianus Hendrikus Gijzels, en Francisca Joanna Josephina Maria Hermans. Hij trouwde op 15 juni 1939 te Eindhoven met Anna Cornelia Antonia Jeschar, geboren 19 september 1911 in Eindhoven, dochter van Franz Wilhelm Jeschar en Aldegonda Adriana Hendrika Wijn.
Gijzels was een katholieke burgemeesterszoon uit Limburg die na een studie economie zijn carrière begon als secretaris van een grote Kamer van Koophandel. In 1945, direct na de bevrijding van Eindhoven werd hij raadslid en wethouder van Eindhoven, wat hij bleef tot 1961. Daarnaast was hij actief in diverse bestuursfuncties op het gebied van de middenstand. Hij was staatssecretaris voor middenstandszaken in het kabinet-De Quay en lid van Provinciale Staten van Limburg. Gijzels besloot zijn loopbaan als burgemeester van Heerlen.
Gijzels was Officier in de Orde van Oranje-Nassau, Ridder in de Orde van de Nederlandse Leeuw en ereburger van Eindhoven.

## Trivia
- In Heerlen is een straat naar hem vernoemd.

- Biografisch Portaal: 49960143
- International Standard Name Identifier: 0000 0003 8972 543X
- Nederlandse Thesaurus van Auteursnamen: 073915068
- Parlement.com: vg09ll1bfly1
- Virtual International Authority File: 283157761
- WorldCat: E39PBJycTVrwgQTVCWcyVHvrbd